# Winfried Kleist
Winfried Kleist ist ein ehemaliger deutscher Kameramann.

## Leben
Winfried Kleist war ab 1969 als Kameramann in der DDR tätig, so auch für die Fernsehreihen Polizeiruf 110 und Der Staatsanwalt hat das Wort.
Nach der Wiedervereinigung arbeitete er weiterhin als Kameramann, beispielsweise für sieben Episoden der Rosamunde-Pilcher-Reihe des ZDF.

## Filmografie (Auswahl)
- 1973: Polizeiruf 110: Gesichter im Zwielicht (Fernsehfilmreihe)
- 1974: Polizeiruf 110: Kein Paradies für Elstern
- 1977: Zweite Liebe – ehrenamtlich
- 1978: Der Staatsanwalt hat das Wort (Fernsehfilmreihe, vier Folgen)
- 1979: Herbstzeit
- 1979: Polizeiruf 110: Am Abgrund
- 1979: Marta, Marta (Fernsehfilm)
- 1980: Polizeiruf 110: Die Entdeckung
- 1982: Familie Rechlin
- 1982: Polizeiruf 110: Der Unfall
- 1983: Polizeiruf 110: Es ist nicht immer Sonnenschein
- 1983: Polizeiruf 110: Schnelles Geld
- 1984: Polizeiruf 110: Draußen am See
- 1986: Die Weihnachtsklempner
- 1988: Barfuß ins Bett (Fernsehserie, 7 Folgen)
- 1989: Polizeiruf 110: Variante Tramper
- 1990: Spreewaldfamilie (Fernsehserie)
- 1994: Ihre Exzellenz, die Botschafterin (Fernsehserie)
- 1996–2001: Rosamunde Pilcher (Fernsehfilmreihe, sieben Folgen)